# Oncocnemis eberti
Oncocnemis eberti là một loài bướm đêm trong họ Noctuidae.